# Quesnoy-le-Montant
Quesnoy-le-Montant település Franciaországban, Somme megyében. Lakosainak száma 525 fő (2022. január 1.). Quesnoy-le-Montant Acheux-en-Vimeu, Cahon, Franleu, Miannay, Mons-Boubert és Saigneville községekkel határos.

## Népesség
A település népességének változása:
| Lakosok száma | 582  | 574  | 589  | 564  | 553  | 543  | 535  | 533  | 525  |
|               | 2013 | 2015 | 2016 | 2017 | 2018 | 2019 | 2020 | 2021 | 2022 |